# Semirossia tenera
Semirossia tenera (лат.) — вид мелких прибрежных головоногих моллюсков из семейства сепиолид (Sepiolidae). Максимальная длина мантии 5 см (длина мантии). Арктика, восточная часть центральной части Тихого океана и Атлантический океан: от Новой Шотландии до Мексиканского залива и Карибского моря. От тропических до полярных вод. Населяют илистое и песчаное дно на континентальном шельфе и верхней части континентального склона (глубина 14—2622 м). Днём зарываются в мягкие донные отложения, а ночью кормятся. Безвредны для человека и являются объектом коммерческого промысла.